# Herbrand Type Landsberg a. W.
Type Landsberg a. W. – to typ tramwaju, opracowany przez firmę P. Herbrand & Cie, w 1899 roku, dla Gorzowa Wielkopolskiego.

## Konstrukcja
Tramwaj został opracowany, na zamówienie Landsberga a. W. (dzisiaj Gorzów Wielkopolski), w którym w 1899 roku powstała komunikacja tramwajowa, która miała być obsługiwana, właśnie tymi wagonami. Typ Landsberg, miał 5,80 m długości i 2,20 m szerokości. Pozwalało to na pomieszczenie 25 pasażerów, w tym 12 na miejscach stojących. Typ Landsberg, wyglądał podobnie do ówczesnych niemieckich tramwajów. Miał wysunięte i otwarte pomosty z przodu i z tyłu wagonu, zwane peronami. Pudło było wykonane z drewna. Miało też blaszane poszycie. Połączone było sprężynowym zawieszeniem, z dwuosiowym podwoziem. Tramwaj ten, w odróżnieniu od innych produkowanych w tym czasie, posiadał dwa duże okna i jedno małe, środkowe, które możne było opuszczać. Posiadał pantograf typu lira. Pozwalał on na swobodne pokonywanie zakrętów, bez ryzyka utraty kontaktu z trakcją. Pojazd był symetryczny z obu stron, dzięki czemu niepotrzebne było nawracanie go na przystankach końcowych i po przesiadce motorniczego i przełożeniu pantografu, można było kontynuować jazdę w drugą stronę.

## Eksploatacja
Tramwaje Typu Landsberg, używane były tylko w Landsbergu nad Wartą, później w Gorzowie Wielkopolskim, od 1899 roku do lat pięćdziesiątych. Stanowiły trzon landsberskiej komunikacji miejskiej. Landsberg an der Warthe, kupił 12 takich wagonów silnikowych. Obsługiwały one wszystkie linie tramwajowe w tym mieście. Miały one barwę zieloną, z elementami kremowymi. Na każdej burcie pojazdu, widniał jego numer boczny, nazwa producenta oraz nazwa spółki, czyli Helios Electr. A.G. Köln i Landsberger Strassenbahn W latach trzydziestych, wagony te przebudowano w zajezdni tramwajowej w Landsbergu. Największe zmiany dotyczyły pomostów. Celem zwiększenia komfortu pracy motorniczych, zabudowano miejsce ich pracy. Oprócz tego, usunięto charakterystyczny dzwonek motorniczego. Wraz z przebudową nadwozi, umieszczono go pod podłogą, a uruchamiany był pedałem przez kierującego pojazdem. Pudło wozu posiadało teraz resory piórowe. Pomalowano też wozy na kolor piaskowy, standardowy w niemal całej III Rzeszy Niemieckiej.

## Replika
W 2004 roku Urząd Miasta Gorzowa Wielkopolskiego zlecił Wawrzyńcowi Zielińskiemu, wykonanie repliki tramwaju Typ Landsberg. Po długich poszukiwaniach odpowiedniego podwozia, zakupiono dwie osie z nieznanych typów tramwajów, w MZK Grudziądz. Jedną z kołami szprychowymi, a drugą z pełnymi. Nad nimi umiejscowiono dwa stare silniki na prąd stały, oryginalne izolatory i tablicę z korbą. Replikę wykonano, korzystając z dokumentacji Archiwum Państwowego w Gorzowie Wielkopolskim, Niemieckiego Muzeum Techniki w Berlinie, informacji z zakładów tramwajowych w Bremie i Kassel oraz książki Józefa T. Finstera i Roberta Piotrowskiego 100 lat na szynach. Początkowo miał stanąć na Starym Rynku, ale został ustawiony na Wełnianym Rynku, w miejsce rzeźby tzw. Śfinstera.